# Nonverbális tanulási zavar
A nonverbális tanulási zavar (angol nyelvű rövidítésként NLD vagy NVLD) egy idegrendszeri rendellenesség. Jellemzői a jó nyelvi képességek mellett az ügyetlenség, valamint a térbeli tájékozódás zavara. Továbbá a figyelem, a koordináció, a humorérzék, a társas képességek és a nyelvhasználatot nem igénylő problémák megoldása is érintett.
Viszonylag ritkának tekintik ezt a zavart, bár gyakran társul a figyelemhiányos hiperaktivitás zavarhoz. Emiatt nehéz elkülöníteni a két rendellenesség tüneteit.
Hasonló állapot az Asperger-szindróma. Vannak, akik megfelelnek mindkét tünetegyüttesnek, de ilyenkor inkább az Asperger-szindrómával írják le őket. Emellett azzal érvelnek, hogy az Asperger-szindróma klinikailag hasznosabb, mivel jobban tudják kezelni.
A nonverbális tanulási zavar az autizmushoz hasonló spektrumot alkot; az érintettek sokféleképpen tapasztalhatják meg. Az egyes tünetek súlya változó, és egyes tünetek akár hiányozhatnak is.
A jobb agyfélteke károsodásához köthető. Nevezetesen felteszik, hogy a fehérállomány károsodott (Rourke 1989). A károsodásért sok kutató a magzati életben elszenvedett mérgezéseket (például alkohol, nikotin) teszi felelőssé. Egyes tünetek hátterében öröklődést sejtenek, habár ezt még nem vizsgálták részletesen.
Nincs saját ICD-10 kódja. A tünetek típusa és súlyossága szerint a következő címkéket kaphatja:
- ICD-10 F74 disszociált intelligenciacsökkenés
- ICD-10 F81.8 tanulási képességek egyéb zavarai

Az Asperger-szindrómával való kapcsolata miatt ezt a kódot is kaphatja:
- ICD-10 F84.1 atipikus autizmus

## Leírása
A német szakirodalomban Petermann, Knievel & Tischler (2010) illetve Tischler, et al. (2010, 2011) azt javasolják, hogy ne a nonverbális kommunikáció hiányosságaival jellemezzék a tünetegyüttest, hanem általában a látás feldolgozásának zavaraként tekintsék. Ezt javasolja a Wissenschaftlichen Medizinischen Fachgesellschafte (AWMF, 2009) munkaközössége is. A tüneteket térbeli-érzékelési (távolságok, szögek, és helyzetek felismerése), térbeli-kognitív (például mentális forgatás), és térbeli-konstruktív (egy mozdulatsor kivitelezése az elképzelések szerint) tünetekre osztják. Magát a nonverbális tanulási zavar elnevezést (Nichtsprachliche Lernstörung) csak nagyon ritkán használják.

## Előfordulása
Tíz tanulási zavaros gyerekből egynek van nonverbális tanulási zavara. Az Amerikai Egyesült Államokban az utóbbi néhány évtizedben több iskolát is alapítottak számukra.

## Tünetei

### Kommunikáció, társas kapcsolatok
Az érintettek félreérthetik a nem nyelvi kommunikációt, vagy képtelenek megfelelő jelzésekkel válaszolni. A testbeszéd akár teljesen hiányozhat is. Ez megnehezíti a társas kapcsolatok felvételét és fenntartását. Még a szemkontaktus is nehézséget okoz, akár amiatt, hogy nem érzik, hogy mások ezt igénylik, akár azért, mert kellemetlen számukra. Az érzelmek felismerése, kifejezése és a testi érintkezés is problémás lehet. Az intelligenciatesztben nagy a különbség a nyelvi és a cselekvéses intelligencia között. Nehezen alkalmazkodnak a változásokhoz és az új helyzetekhez. Sokszor tévednek a társas kapcsolatok megítélésében. Mindezek tovább nehezítik a beilleszkedést. Abban is hasonlítanak az autistákhoz, hogy sokuk kevéssé vagy túlságosan is érzékeny valamelyik érzékre. A két tünetegyüttest nehéz egymástól megkülönböztetni, és ennek kritériumai nincsenek tisztázva.
Túlságosan is beszédesek és gyorsan is beszélnek. Gyakran nagyon hamar megtanulnak olvasni, kiválóak nyelvtanban és helyesírásban. Jó az emlékezőképességük, és a részletekre is jól figyelnek. Hallási emlékezetük a látásival szemben kiváló. Mindezek miatt a nevelők és a tanárok könnyen túlterhelik őket, hiszen felülbecslik intelligenciájukat. Mivel a nonverbális kommunikációjuk zavart szenved, ezért sokkal inkább támaszkodnak a nyelvi kommunikációra ismeretszerzésben, és társas kapcsolataikban, így a szóban megtanult adatok tartalmazhatnak sok számot és térbeli elemet is. Azonban, ha túl sok ilyen ingert kapnak, akkor hamar képtelenné válnak arra, hogy feldolgozzák azokat.

### Matematika
A számolás és a matematika további részei, például a geometria is gyorsan nehézzé válnak. A kisgyermekként nagyon okosnak látszó alanyok az általános iskola felső tagozatán vagy a középiskolában már nem emlékeznek az összefüggésekre, és nem értik a matematikai elméleteket, tételeket sem. Ezt a diszkalkuliához hasonlóan gyakran félreértik, és lustasággal és az együttműködés megtagadásával vádolják őket. A környezetet megtévesztik az érintettek általános jó nyelvi képességei, amelyek elrejtik a térbeli tájékozódás, a térbeli összefüggések megtalálásának zavarait, amelyek szintén összefüggnek mind a geometriával, mind a számolással.

### Mozgás
Gyakran a mozgással is nehézségeik vannak. Járásuk és futásuk merev. Fel- és lemászáskor bizonytalannak érik helyzetüket, és nem tudnak jó egyensúlyérzéket igénylő feladatokat elvégezni. Térlátásuk rossz. Mivel rosszul becsülik meg a távolságokat, gyakran ütköznek a tereptárgyakhoz. Elesnek, vagy balesetet okozhatnak. Kézügyességük is átlag alatti, ami gyakran meglátszik kézírásukon, rajzaikon, vagy azon, hogy nehezükre esik bekötni a cipőfűzőjüket. Gyakran esetlennek vagy merevnek minősítik őket. A gitár és a zongora tanulása is nehéz feladat számukra. A zenélés jó szem-kéz koordinációt és ritmusérzéket igényel. A sportban is rosszak, akár iskolai programról, akár a szabadidő eltöltéséről van szó.

### Psziché
A legtöbb emberrel szemben a nonverbális tanulási zavarosak kudarckerülők. Gyakran aggódnak amiatt, hogy másokat akaratlanul is megbántanak. Úgy érezhetik, hogy egyszerre túl sok mindent kell tenniük, és nem tudják, hogy hol kezdjék, emiatt nem is haladnak. Gyakran megpróbálnak egy időben több dologgal is foglalkozni, de végül ismét nem csinálnak semmit, ami frusztrálja őket. Környezetüket kaotikusnak érezhetik, és mivel nem elég az, hogy egy feladatot megoldanak, hanem gyorsan és jól kell megoldaniuk, ezért gyakran tehetetlennek érzik magukat. A kritika a tanár vagy a munkatársak részéről tovább súlyosbítja a helyzetet. Sok munkát nem is vállalhatnak el. Még az autóvezetés is nehézséget okoz számukra.
Gyakran klinikai depresszióba esnek. Ennek oka sokszor az, hogy kommunikációs nehézségeik miatt nehezen találnak barátokat. Meg nem értettnek, magányosnak, elszigeteltnek érzik magukat, gyakran lesznek öngyilkosok. Hasonló következménye lesz annak, hogyha mások helyett magukra haragszanak, akár mint haszontalanra is. Úgy gondolják, az okozza a depressziót, hogy több dologban is alulmaradnak társaikkal szemben. Ez reménytelenséget okoz, és rombolja az önbizalmat. Több kutató elgondolásai szerint mivel sokukról nem állapították meg a zavart, ezért egyedül kell megbirkózniuk a nehézségekkel, ami szintén öngyilkossághoz vezethet.

## Kezelése
Oki kezelést nem tudnak biztosítani. A tüneteket mozgásterápiával, a társas készségek fejlesztésével, diszkalkuliaterápiával mérséklik, és pszichoterápiát is végeznek. Így fejlesztik az érzékelést és a mozgást, valamint segítenek beilleszkedni.

## Fordítás
Ez a szócikk részben vagy egészben  a   Nonverbal learning disorder című angol Wikipédia-szócikk fordításán alapul.  Az eredeti cikk szerkesztőit annak laptörténete sorolja fel. Ez a jelzés csupán a megfogalmazás eredetét és a szerzői jogokat jelzi, nem szolgál a cikkben szereplő információk forrásmegjelöléseként.
Ez a szócikk részben vagy egészben  a   Nichtsprachliche Lernstörung című német Wikipédia-szócikk fordításán alapul.  Az eredeti cikk szerkesztőit annak laptörténete sorolja fel. Ez a jelzés csupán a megfogalmazás eredetét és a szerzői jogokat jelzi, nem szolgál a cikkben szereplő információk forrásmegjelöléseként.